# Barrick
Barrick, anciennement jusqu'en avril 2025 Barrick Gold est une entreprise d'exploitation et de développement de sites miniers (or, argent, cuivre).
La société fait partie des cinq plus gros producteurs d'or mondiaux. Elle occupait jusqu'en 2018 la place de numéro un mondial dans l'extraction minière de l'or, devant l'américaine Newmont Mining et les sud-africaines Goldfields et AngloGold Ashanti.
L'entreprise exploite différents sites aux États-Unis, au Canada, en Australie, au Pérou, au Chili, en Argentine , au Mali et en Tanzanie.

## Historique

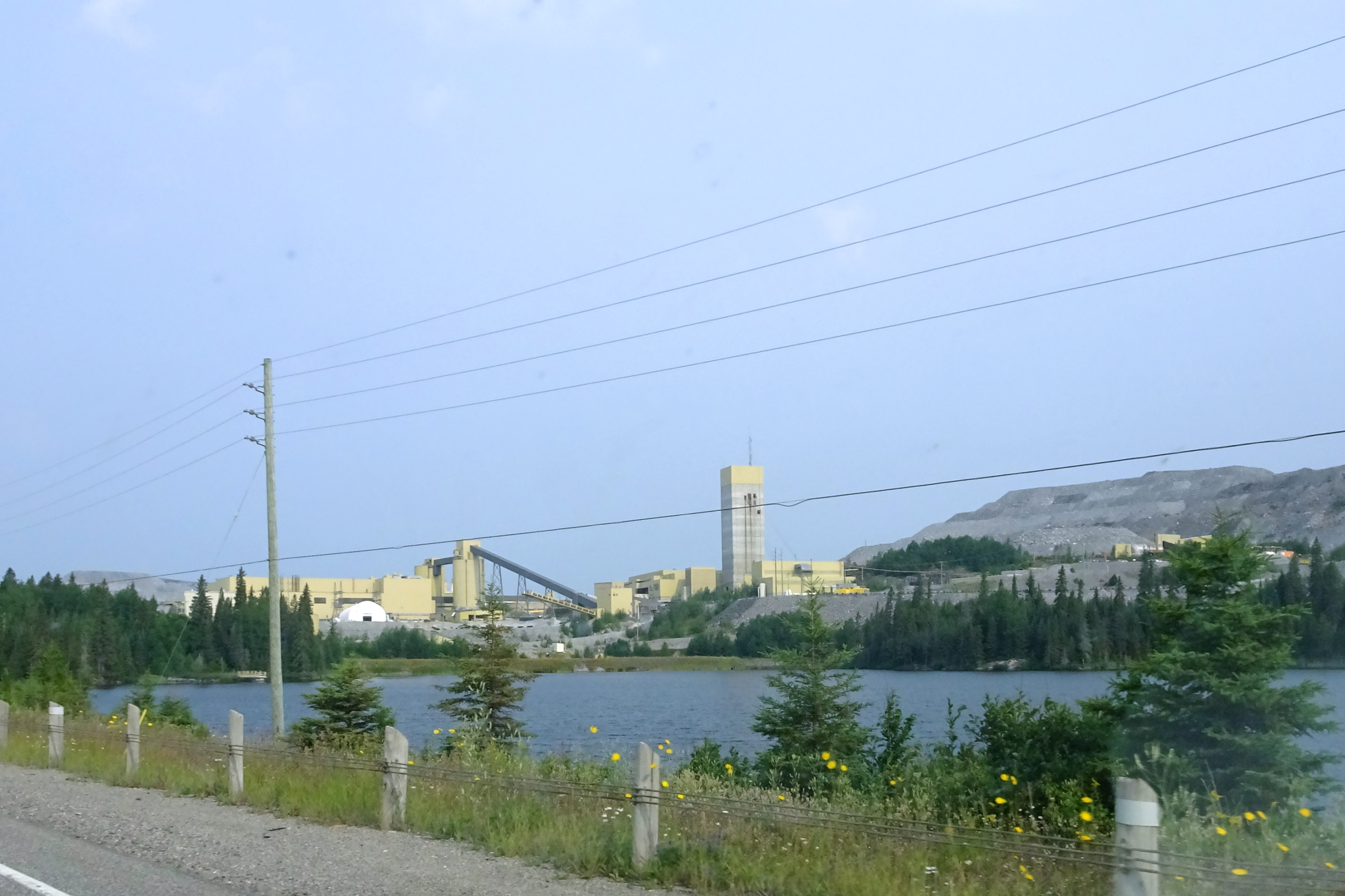
La mine de Barrick à Hemlo, Ontario, Canada

En 2003, elle a produit 5,5 millions d'onces troy (170 000 kg) d'or à un coût moyen de 189 dollars américains par once troy (environ 6 $ par g). Au 31 décembre 2003, elle affirme avoir une réserve d'or de 86 millions d'onces troy (2 700 000 kg).
Près du tiers de cette production vient du site de Goldstrike Property, situé à 60 km au nord-ouest d'Elko, dans le Nevada, exploité à ciel ouvert (mine Betze-Post) et souterrainement (mines de Meikle et Rodeo), qui a produit 58,2 tonnes d'or en 2005.
En octobre 2005, elle a fait une OPA de 9,2 milliards de dollars américains sur l'une de ses rivales : Placer Dome, autre entreprise canadienne. En décembre 2005, elle a bonifié son offre, qui passe à 12,1 milliards de dollars canadiens. Placer Dome a accepté cette dernière offre.
Le 20 janvier 2006, elle a obtenu le contrôle de Placer Dome, devenant ainsi le premier producteur mondial d'or.
Le 12 mai 2006, elle vend quatre mines de Placer Dome à Goldcorp pour la somme de 1,6 milliard dollars américains.
En janvier 2009, elle fait l'objet d'un litige devant une cour de justice américaine : des groupes autochtones s'opposent à l'exploitation d'un site aurifère, le projet Cortez Hills, situé dans le nord-est du Nevada.
Les principaux sites miniers aurifères dans le monde en 2007, avec leurs propriétaires :
- Mine de Grasberg (Indonésie): 84 tonnes d'or par an (exploitée par Freeport-McMoRan)[3].
- Mine de Yanacocha (Pérou): 80,9 tonnes d'or par an (exploitée par Newmont Mining)[3].
- Goldstrike Property (Nevada): 52,5 tonnes d'or par an (exploitée par Barrick Gold)[3].
- Driefontein (Afrique du Sud): 35,7 tonnes d'or par an (exploitée par Goldfields)[3].
- Kloof (Afrique du Sud): 28,4 tonnes d'or par an (exploitée par Goldfields)[3].
- Noligwa (Afrique du Sud): 19 tonnes d'or par an (exploitée par AngloGold Ashanti)[3].
- Mponeng (Afrique du Sud): 18,5 tonnes d'or par an (exploitée par AngloGold Ashanti)[3].
- Beatrix (Afrique du Sud): 18 tonnes d'or par an (exploitée par Goldfields)[3].
- Mine de Porgera (Papouasie-Nouvelle-Guinée): 16,8 tonnes d'or par an (exploitée par Barrick Gold)[3].
- Val Reefs (Afrique du Sud): tonnes d'or par an (exploitée par AngloGold Ashanti)[3].
- Tau Tona (Afrique du Sud): 15 tonnes d'or par an (exploitée par AngloGold Ashanti)[3].
- Kopanang (Afrique du Sud): 14 tonnes d'or par an (exploitée par AngloGold Ashanti)[3].
- Sadiola Hills (Mali): (exploité par AngloGold Ashanti)[3].
- Mine de Loulo, Mali : exploitée par Barrick Gold

Depuis 2011, Barrick tente de faire annuler une loi sur la protection des glaciers en Argentine.
Le 6 avril 2017, Barrick vend 50% d'une mine aurifère en Argentine au groupe chinois Shandong Gold Group (en).
En septembre 2018, Barrick annonce l'acquisition de Randgold Resources pour 6,5 milliards de dollars, en échange d'actions.

## Principaux actionnaires
Au 16 février 2020:
| Capital Research & Management      | 5,60 % |
| Van Eck Associates                 | 4,78 % |
| Fidelity Management & Research     | 4,72 % |
| BlackRock Investment Management    | 3,19 % |
| Fidelity (Canada) Asset Management | 3,05 % |
| First Eagle Investment Management  | 2,70 % |
| The Vanguard Group                 | 2,67 % |
| Flossbach von Storch               | 2,60 % |
| Capital Research & Management WI.  | 2,33 % |
| Boston Partners Global Investors.  | 1,97 % |

## Critiques et atteintes à l'environnement
La compagnie est accusée de pratiques douteuses en ce qui concerne l'environnement. Par exemple, elle aura probablement recours au cyanure pour extraire de l'or au lac Cowal[réf. souhaitée]; elle prévoit d'excaver des glaciers constitués d'eau relativement pure à Pascua Lama au Chili[réf. souhaitée] et elle a déversé, en 2004 et en 2005, au moins sept tonnes de mercure dans une mine près de la ville de Kalgoorlie-Boulder en Australie.[réf. souhaitée]
Elle a subi une poursuite judiciaire pour avoir, semble-t-il, manipulé le prix de l'or.[réf. souhaitée]
En avril 2008, Barrick a mis en demeure Les Éditions Écosociété et les trois auteurs - Alain Deneault, Delphine Abadie et William Sacher - du livre Noir Canada, Pillage, corruption et criminalité en Afrique, et a entamé une poursuite-bâillon en dommages et intérêts (5 millions $ pour dommages moraux compensatoires et un million à titre de dommages punitifs) au mois de mai, après que ces derniers eurent décidé de publier leur ouvrage quand même. Le montant de la poursuite en diffamation est alors monté à 11 millions $, ce qui a obligé la maison d'édition à retirer le livre ; cette affaire « a contribué à l'adoption d'une loi contre les poursuites-bâillons » au Québec.
En 2015, la compagnie a été condamnée par le gouvernement de San Juan en Argentine, à une amende de 145 millions de pesos pour le déversement de solution de cyanure depuis la mine de Veladero.